# Alex Turner
Alexander David Turner (Sheffield, 1986. január 6. –) angol zenész, énekes, dalszövegíró. Gitáros és fődalszövegíró a 2002-ben alakult Arctic Monkeys nevű alternatív rock zenekarban. Filmzenét is írt a 2010-es Submarine című vígjáték-drámához. Turnernek bariton hangja van.

## Fiatalkora
Penny és David Turner fia, akik németet és zenét tanítottak a Sheffield-i iskolákban. High Greenben nőtt fel, Sheffield külvárosában. Gyerekként zongorázni tanult. Kedvenc bandája a szinten indie rock hangzású The Strokes volt, amelyből sokat inspirálódott. 